# Tito Julio Prisco
Tito Julio Prisco (en latín, Titus Iulius Priscus) fue un gobernador del Imperio romano, usurpador brevemente en el siglo III.

## Carrera política
Era el gobernador de Tracia y Macedonia. A finales de 250, los godos lanzaron una serie de invasiones sobre el territorio romano atravesando el Danubio. Tras saquear Oescus marcharon sobre Filipópolis, ciudad en la que se encontraba Prisco, y la pusieron bajo asedio después de su éxito en la batalla de Filipópolis. Mientras, una segunda columna de godos, comandada por el rey Cniva, se movió hacia el oeste, pero fueron bloqueados por el ejército de Treboniano Galo, gobernador de Mesia inferior, en la fortaleza legionaria de Novae; se dirigieron entonces hacia Nikopol, donde fueron interceptados y derrotados por el emperador Decio. Entonces los godos de Cniva se movieron de vuelta a Filipópolis, Decio los siguió confiando en derrotarlos, pero al encontrarse en la región de Ludogorie, los godos, movidos por el valor de la desesperación, y aprovechando que los romanos habían quedado en un terreno encenagado, consiguieron derrotar a Decio en junio de 251, y se reunieron con sus fuerzas que aún asediaban Filipópolis. 
Prisco, que aún se encontraba en la ciudad, al saber que no tenía ninguna esperanza de recibir ayuda exterior tras la derrota de Decio, tuvo que rendir la ciudad a los godos hacia finales de 251. Para intentar pactar con los godos, Prisco decidió autoproclamarse emperador y Augusto. El Senado le declaró enemigo público tan pronto como intentó la usurpación del trono. Sin embargo, el desafío de Prisco duró poco: los godos saquearon Filipópolis con suma crueldad, asesinando a un gran número de habitantes, entre los que seguramente se encontraba Prisco, ya que desapareció y no se volvió a saber de él. Su desaparición ocurriría probablemente ya en el reinado de Treboniano Galo.
Prisco aparece a veces mencionado como Lucio Prisco, pero no debe confundirse con Cayo Julio Prisco, oficial militar y también usurpador de la misma época.